# 紀元前314年
紀元前314年（きげんぜん314ねん）は、ローマ暦の年である。
当時は、「リボとロングスが共和政ローマ執政官に就任した年」として知られていた（もしくは、それほど使われてはいないが、ローマ建国紀元440年）。紀年法として西暦（キリスト紀元）がヨーロッパで広く普及した中世時代初期以降、この年は紀元前314年と表記されるのが一般的となった。

## 他の紀年法
- 干支 : 丁未
- 日本
  - 皇紀347年
  - 孝安天皇79年
- 中国
  - 周 - 赧王元年
  - 秦 - 恵文王11年
  - 楚 - 懐王15年
  - 斉 - 宣王6年
  - 燕 - 燕王噲7年
  - 趙 - 武霊王12年
  - 魏 - 襄王5年
  - 韓 - 宣恵王19年
- 朝鮮
  - 檀紀2020年
- ベトナム :
- 仏滅紀元 : 231年
- ユダヤ暦 :

## できごと

### マケドニア帝国
- かつてのアレクサンドロス3世（大王）の帝国のうちアジア地域のディアドコイ（後継者）となっていたアンティゴノス1世（アンティゴノス朝の開祖）が、バビロンから逃れたサトラップ（太守）セレウコス1世（セレウコス朝の開祖）に味方する、マケドニア王国の摂政カッサンドロス（アンティパトロス朝の開祖）、トラキアの太守リュシマコス、エジプトの太守プトレマイオス1世（プトレマイオス朝の開祖）たちの連合軍と対峙した。
- アンティゴノスは、プトレマイオスの支配下にあったシリアに侵入し、テュロスを包囲して陥落させた。アンティゴノスは、シリア全域を占拠し、自らを摂政を称するようになった。

### ギリシア
- カッサンドロスがギリシア中央部の支配権を維持するために戦い続けていたため、アンティゴノスはギリシアの諸都市に、反カッサンドロスで自分に味方すれば自由を保証すると呼びかけた。アイトーリア人たちはアンティゴノスと同盟した。カッサンドロスは、同盟するリュシマコス、プトレマイオス1世、セレウコス1世とともにアイトーリアへ侵攻し、アグリニオの町を破壊した。

### 共和政ローマ
- 共和政ローマと対立し戦い続けていたサムニウム人たちが、ローマに対し優勢になる。カンパニア勢がローマに迫る。ローマと、サムニウムのいくつかの町の間で和睦が結ばれる。

### 中国
- 秦が義渠を攻撃し、25城を奪った。
- 魏が秦との同盟を破ったため、秦は魏に侵攻し、曲沃を奪い、住民だけ魏に返した。
- 秦が韓を岸門に攻撃し、韓の太子倉が人質として秦に入国して講和した。
- 燕の宰相の子之が国政の実権を握って3年、太子平と公子職が子之を討つべく挙兵したため、燕は内乱状態になった。斉が公子職を救援することを名目に内戦に介入し、子之と燕王噲は殺害された。

## 死去
- クセノクラテス - ギリシアの哲学者、プラトンの弟子で、アカデメイアの学頭（紀元前396年生）
- アイスキネス - アテナイの雄弁家、政治家（紀元前390年生）
- 子之 - 燕の宰相。
- 燕王噲 - 燕の君主。